# Henri de Montaut de Navailles Saint-Geniès
Pour les articles homonymes, voir Montaut.
Henri de Montaut de Navailles Saint-Geniès, né en 1616 et mort le 31 mars 1685, à Saint-Omer fut Lieutenant Général des armées du roi.

## Biographie
D'abord connu sous le nom de Baron de Navailles-Puntoux, il entra enseigne de la compagnie Colonelle du régiment de la Marine en 1640, et servit au siège d'Arras puis à celui d'Aire en 1641.
En 1642, alors qu'il est à l'armée de Picardie, il obtint par commission du 20 décembre, le commandement d'une compagnie dans le régiment de la Marine.
En 1643, il est à la bataille de Rocroi et au siège et à la prise de Thionville.
En 1644, il est au ravitaillement de Lérida et au combat qui se donna pour y  faire entrer du secours. 
Par commission en date du 4 février 1645, il devient mestre de camp d'un régiment d'infanterie de son nom, sur la démission du Marquis de Navailles son frère qui passoit au Régiment, aujourd'hui Artois, et sert au siège de Roses.
En 1646 il participe à la bataille d'Orbetello et aux sièges de Piombino et de Portolongone.
En 1647 il est avec son régiment au siège de Crémone et l'année suivante au combat qui se donna près de cette place.
Par brevet en date du 8 avril 1649, il devient maréchal de camp, et, après avoir pris le nom de baron de Navailles Saint-Geniès, il est employé en Italie où il se tint sur la défensive cette année et la suivante.
Alors qu'il est à Bapaume, il devient par commission en date du 14 mai 1651, lieutenant du roi et il y commanda en l'absence du marquis de Navailles son frère qui en avait le Gouvernement.
Par commission en date du 18 février 1654, il eut le commandement de Philisbourg et par pouvoir du 28 octobre 1654, il est créé lieutenant général des armées du Roi,  et servit, sous le maréchal de la Ferté, et se trouve au siège de Clermont-en-Argonne avant de retourner à Philisbourg.
Il tint en 1656, au nom du Roi, le Prince Louis de Bade.
Par lettres du Roi, en date du 8 février 1657, le commandement sur toutes les troupes qui devaient passer ou séjourner en Alsace.
Par lettres données à Poitiers en août 1659, il obtint l'érection de la Terre de Saint-Geniès en marquisat qui furent registrées au Parlement de Bordeaux le 19 août 1660.
Après s'être démis du commandement de Brisach, il obtint, le 4 mars 1661, le gouvernement de Mariembourg.
Le 20 avril 1667 il se démit de son régiment.
Par ordre du 20 mars 1674, on lui donna le commandement de Douai, qu'il commanda jusqu'au 22 avril 1677 date à laquelle il fut pourvu du gouvernement de Saint-Omer, qu'il conserva jusqu'à sa mort le 31 mars 1685.

## Famille
- son père Philippe II était le fils de Bernard II de Montaut-Bénac seigneur de Puntous, colonel commandant du régiment de Navailles, tué le 4 juillet 1634 au siège de La Mothe, et de Tabitha de Gabaston ;

- Ledit Bernard, sénéchal de Bigorre en 1578, était le fils de Jean-Marc de Montaut-Bénac et de Madeleine d'Andouins dame de Navailles ; Bernard était aussi le frère cadet d'un autre Philippe (Ier) de Montaut-Bénac, sénéchal de Bigorre en 1599, époux sans postérité de Marie de Gontaut-St-Geniès-Badefol[5] (fille d'Armand de Gontaut et de Jeanne de Foix — elle-même fille de Frédéric de Foix et de Françoise de Silly — qui fut aussi la femme de Jean-Jacques de Bourbon vicomte de Lavedan et la tante paternelle de Judith de Gontaut-St-Geniès ci-dessus (la mère d'Henri et du maréchal Philippe III ci-après, duc de Lavedan, de Navailles et de Montaut) : Marie de Gontaut était donc la grand-tante d'Henri et Philippe, et leur grand-tante par alliance ; cette double parenté explique la dévolution de la vicomté de Lavedan aux Montaut-Bénac[6].

- Il avait un frère : Philippe III de Montaut-Bénac de Navailles, qui fut maréchal de France.

Il se serait marié à Mariembourg le 28 février 1663 avec Anne Drouart (1621-1671), veuve d'Anne de Maure, capitaine au régiment de Navailles, avec laquelle il a deux fils :
- Louis-César de Montaut, marquis de Saint-Geniès (1664-1717), fut colonel de Dragons ; il épousa Marie-Anne Rolland, fille d'un fermier général.
- Philippe-Alexandre de Montaut (1666-?) : il fut abbé commendataire de N-D de Bonrepos, dioc. de Quimper.

Toutefois, son contrat de mariage n'apparait que tardivement après sa mort (en 1695), adressé de Liège à son fils dans un paquet anonyme. Auparavant, lui-même avait fait légitimer ses deux enfants par LP du roi données à St Germain en Laye au mois d'avril 1678, registrées dans toutes les cours, et dans son testament il les qualifie "d'enfants naturels et légitimés".  Son fils Louis-César tentera en vain de faire rayer ces lettres des registres publics.